# Joseph Ritchie
Joseph Ritchie (Otley, c. 1788 – Murzuk, 20 de noviembre de 1819) fue un explorador y naturalista inglés.

## Biografía
Ritchie fue hijo de un médico de Otley.  Siguiendo la profesión de su padre, se convirtió en cirujano de hospital en York alrededor de 1811, y  luego en cirujano del Lock Hospital de Londres. Sus habilidades científicas y literarias lo introdujeron rápidamente en la sociedad londinense, manteniendo amistad, entre otros, con el poeta Keats. 
A pesar de que había estudiado medicina y ejercer como cirujano, Ritchie se interesó más por las ciencias naturales y quiso participar en las exploraciones de África. Visitó París en 1817, fue recibido por Alexander von Humboldt y fue recomendado al gobierno inglés como calificado para emprender exploraciones.
En 1818, John Barrow encomendó a Ritchie una exploración para encontrar el curso del río Níger y la ubicación de Tombuctú. Ritchie eligió a George Francis Lyon, a quien había conocido en Malta, como compañero de expedición. Hizo un mal uso de los escasos fondos con que fue provista la expedición, ya que en lugar de abastecerse de alimentos y bienes comerciales compró artículos de mala calidad y gasto mucho en material científico, como el corcho para conservar insectos o el papel marrón para prensar plantas.
Debido a que Barrow les había ordenado partir desde Trípoli, tuvieron que atravesar todo el Sahara, un viaje largo y difícil. A pesar de contar con la ayuda del cónsul británico en Trípoli, Hanmer Warrington, que consiguió el apoyo del bajá local, un año después, sólo pudieron llegar hasta Murzuk, la capital de Fezzan, en marzo de 1819. Los dos exploradores enfermaron con fiebres, se quedaron sin fondos y sin alimentos, y subsistieron de la ayuda de la población local. Ritchie era poco comunicativo, apenas se interesaba por la gente y los lugares que veía, tomaba pocas notas y, en general, pasaba gran parte de su tiempo encerrado estudiando matemáticas. 
Ritchie nunca se recuperó de las fiebres y murió en Murzuk, sin haber hecho nuevos descubrimientos. Después de su muerte, George Lyon vendió lo que pudo y logró regresar a Trípoli con vida. 

## En la Ciencia
En 1831, Robert Brown nombró Ritchiea, un género de plantas con flores de África tropical, perteneciente a la familia Capparaceae en honor de Joseph Ritchie. 